# Tapio Tuomela
Tapio Juhani Tuomela, född 11 november 1958 i Kuusamo, är en finländsk tonsättare, dirigent och pianist.
Tuomela har varit elev till bland andra Paavo Heininen, Witold Szalonek, Jorma Panula och Tapani Valsta. Han var 1992–1997 verksamhetsledare för Finlands tonsättare och är sedan 2000 konstnärlig ledare för nymusikfestivalen Musikens tid i Viitasaari.
Förutom instrumentalmusiken med bland annat två symfonier (1993, 2005), tondikterna JOKK (1997) och Lemminkäinen (2000) samt L'échelle de l'évasion (1989) för kammarensemble har Tuomela även en betydande vokalproduktion med bland annat två kammaroperor, Korvan tarina (1993) och Äidit ja tyttäret (1999, libretto: Paavo Haavikko). Som dirigent har han framfört såväl egna verk som övrig nutida musik, även skivinspelningar.